# 五角錐形分子構造
化学において、五角錐形分子構造（ごかくすいがたぶんしこうぞう、Pentagonal pyramidal molecular geometry）は、1個の頂点原子と底面五角形の5頂点の原子とで構成される分子構造である。

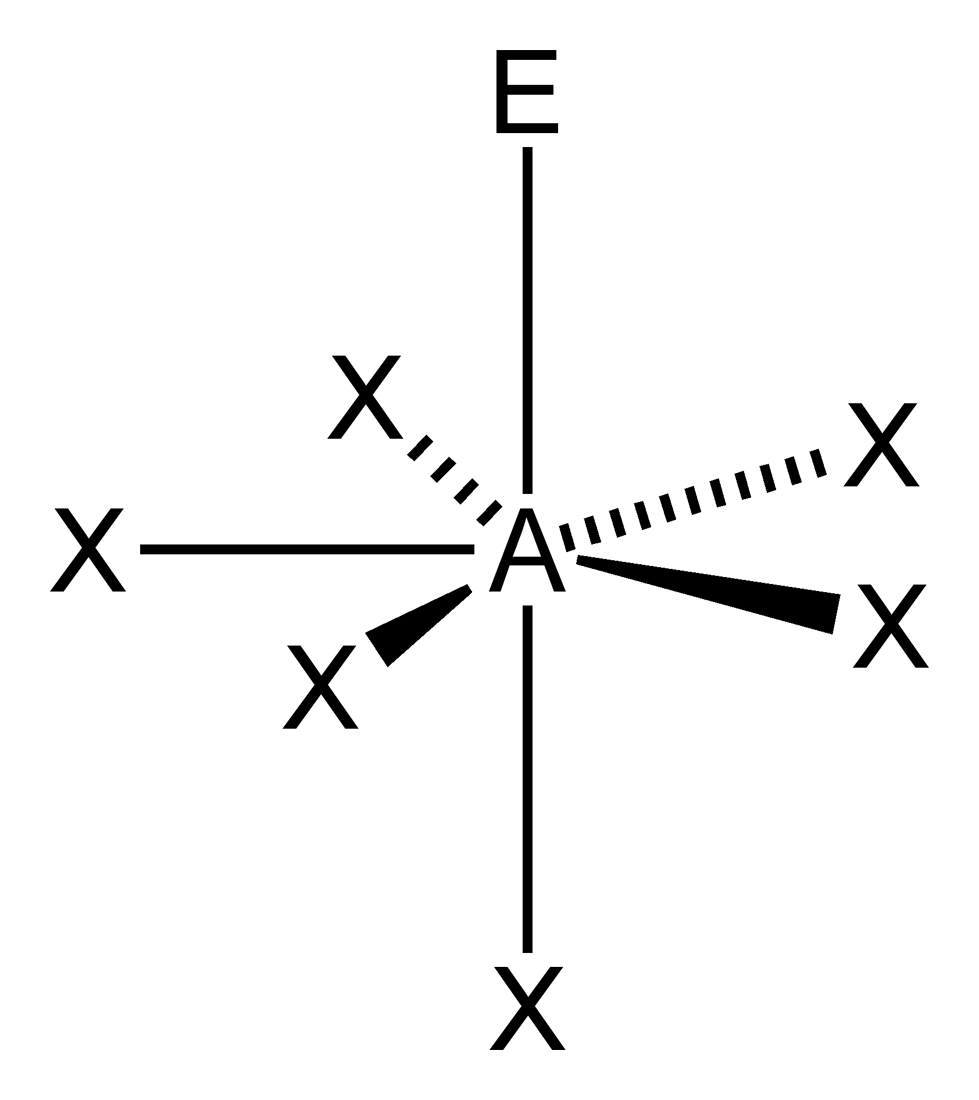
AX_{6}E_{1}

## 例
- XeOF−
5
- IOF2−
5